# Art Carney
Arthur William Matthew Carney, művésznevén Art Carney (Mount Vernon, New York, 1918. november 4. – Chester, Connecticut, 2003. november 9.) Oscar-díjas, Golden Globe-díjas és hatszoros Emmy-díjas amerikai színész, komikus. Az egyszerű gondolkodású, karizmatikus Ed Norton szerepében ismertebb, aki a Hooneymooners szituációs komédiában Jackie Gleason színész segítőtársa. Carney sosem tanult színészkedni, mégis zseniálisan időzítette a poénok pillanatát. 1974-ben nyert Oscar-díjat, A macskás öregúr főszerepéért, amiben egy özvegy öregembert játszik, akit kilakoltatnak lakásából, ezért országjáró útra indul macskájával, Tontóval.

## Élete

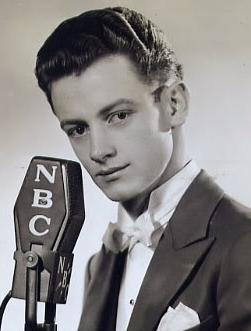
Carney a Pot o' Gold rádióműsorban

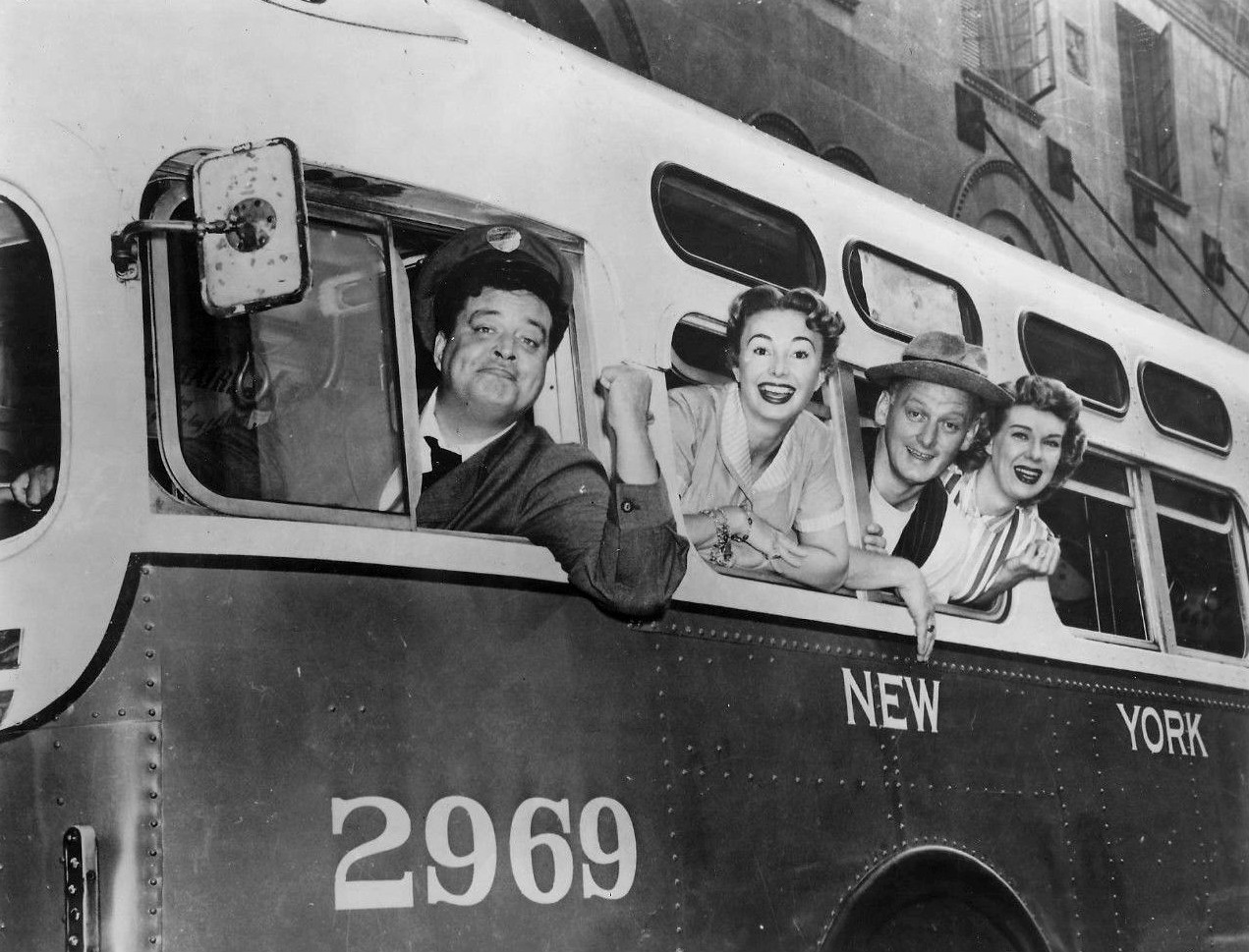
Jackie Gleason, Audrey Meadows, Art Carney és Joyce Randolph 1955-ben

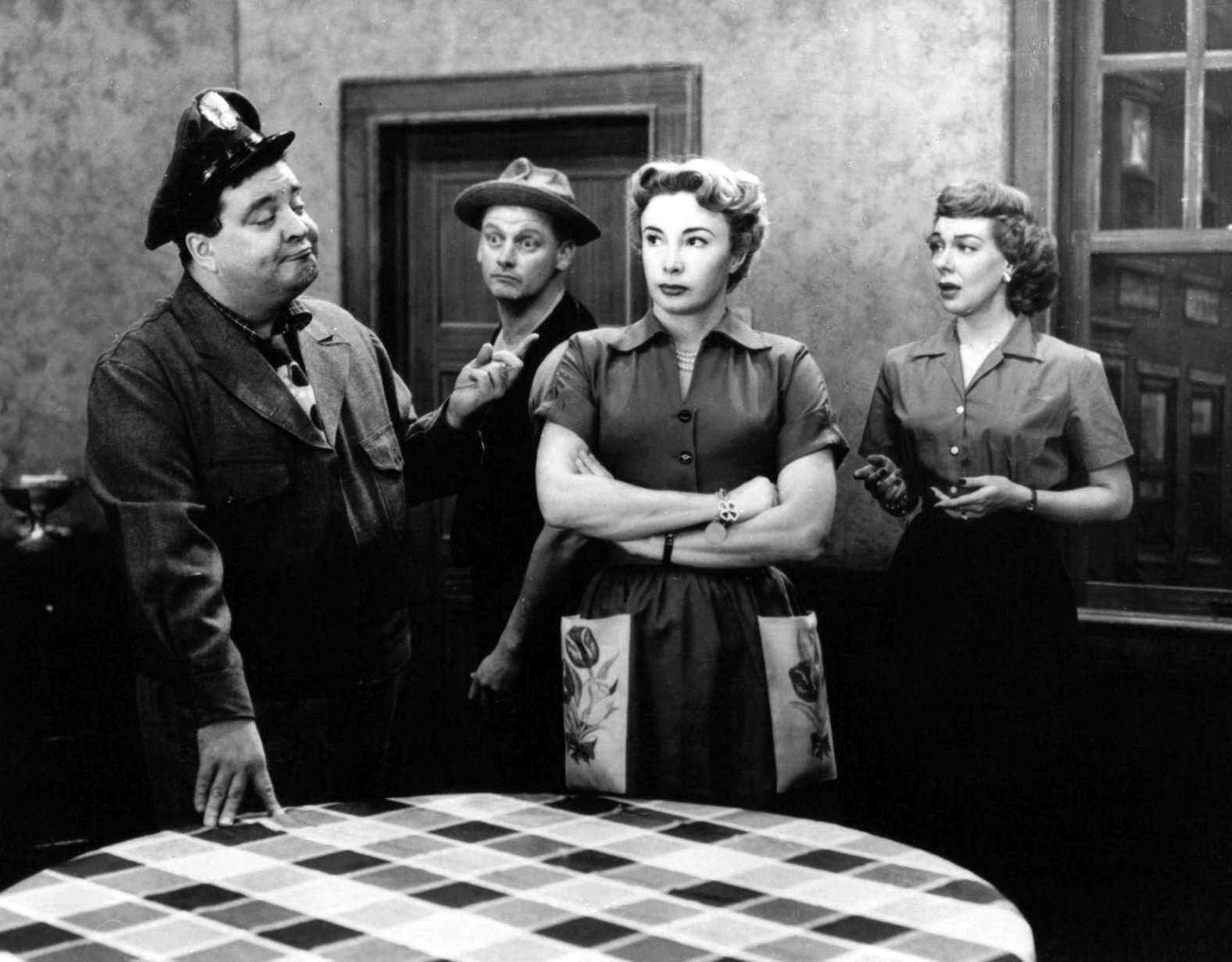
The Honeymooners

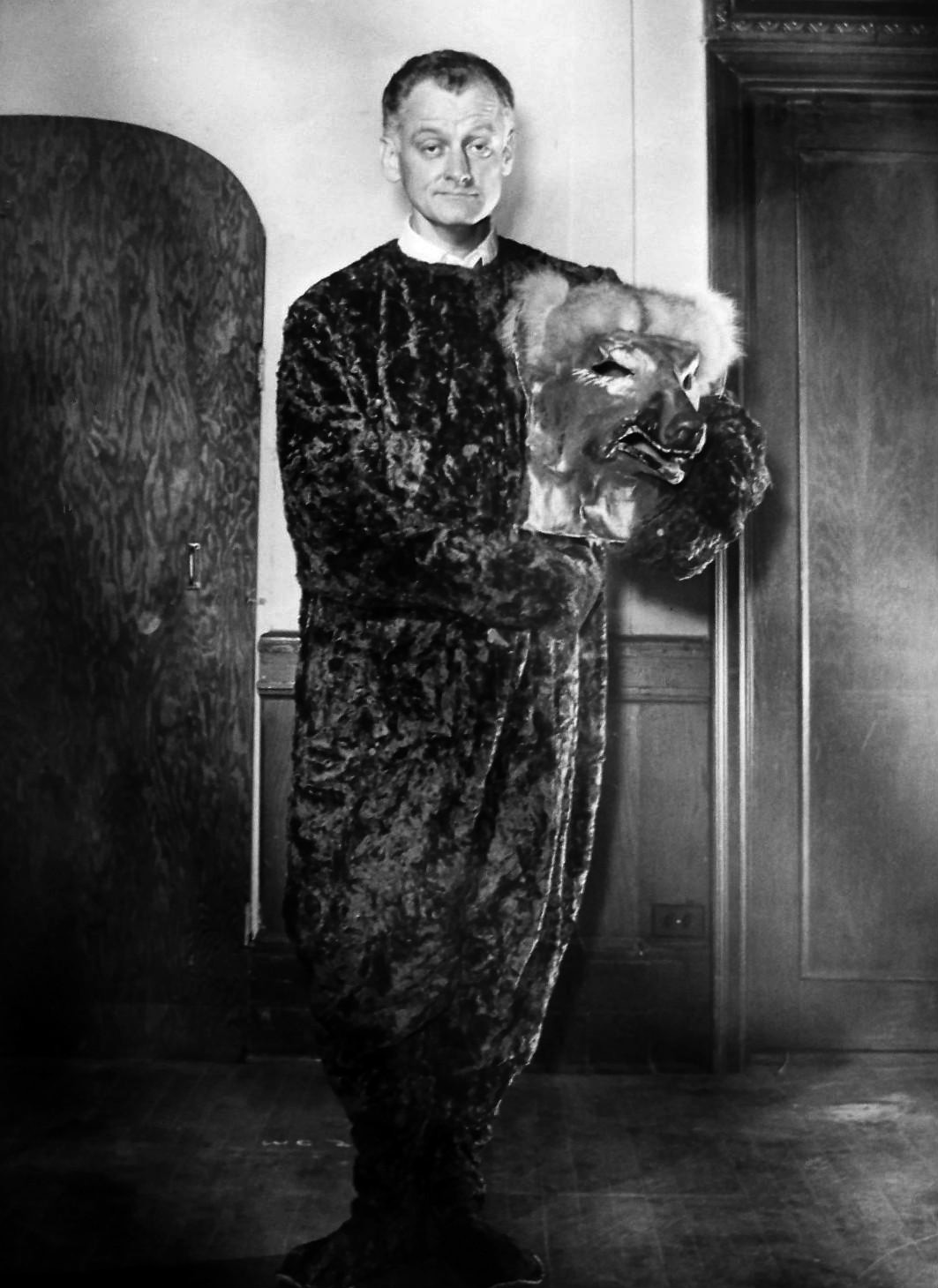
Az Art Carney Show 1959-ben

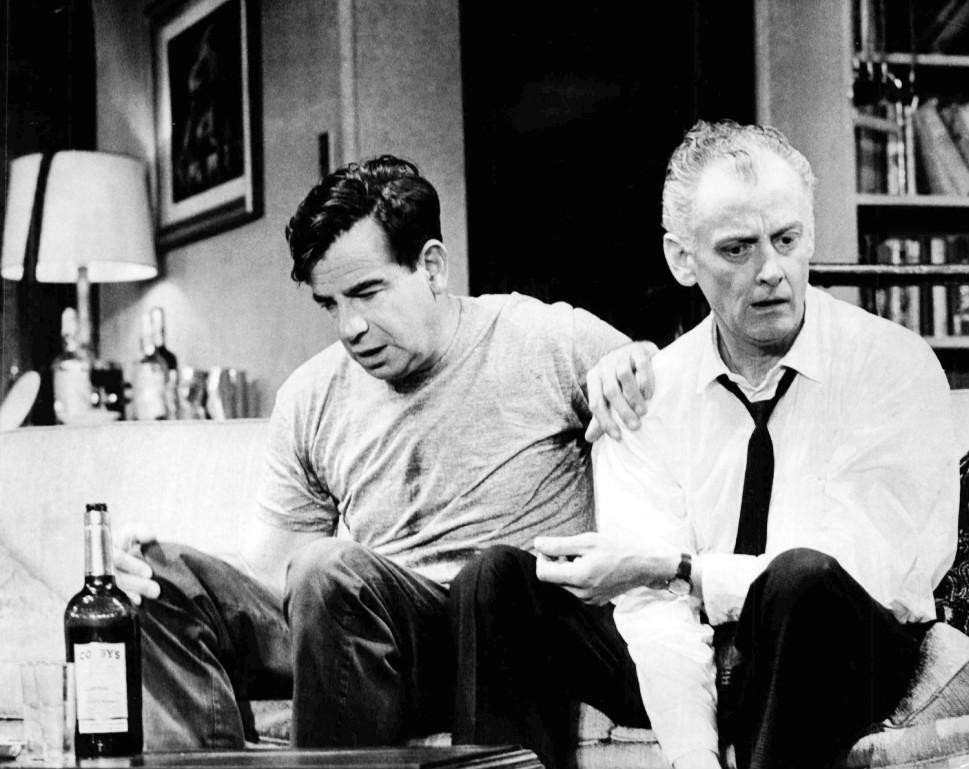
Carney és Walter Matthau a Furcsa párban

Carney ír származású amerikai nagycsaládba született. Öt bátyja volt. Apja, Edward Michael Carney újságkihordó, anyja, Helen Farrell hivatásos hegedűművész. Carney csendes gyereknek számított, mégis már kiskorában azzal szórakoztatta családját, hogy saját műsort rendezett nekik magánszámaival. Az iskolában tehetségkutatót nyert, mert kiválóan imitálta korának nagy embereit. 

1936-ban érettségizett az A. B. David Középiskolában. Ezután lehetőséget kapott a Horace Heidt Zenekartól, hogy egy rádióműsorban szerepelhessen, így mikor a zenekar 1941-ben leforgatta műsorát, a Pot o’ Goldot, Carney egy kisebb szerepben hozzájárult a végeredményhez. A zenekar sokat utazott, napjában öt-hat műsort is leadott. Michael Seth Starr Carney-ról írt életrajzi művében leírja, hogy Carney már itt elkezdett inni: Carney az utazgatás során szobatársául egy olyan zenekari tagot kapott, aki nem vetette meg az alkoholt. 

„Mindennap öt, hat show-t leadtunk. Fred (a szobatársa) a napot ginnel és vérnaranccsal indította, az volt a reggelink. Tizennyolc voltam, ő egy vak fütyülő zenész. Semmi felelősségérzet, se bűntudat nem nyomta a vállunkat. Már akkor is egy alkoholista voltam.” – mesélte Carney. 

Nem sokkal ezután azonban kilépett a zenekarból, mert egy nap olyan részeg volt, hogy nem volt szereplésre képes állapotban. Azt pedig nem akarta, hogy kirúgják.
Ezután megpróbálkozott a stand-uppal, de hamar megtanulta, hogy ez nem neki való. Rövid időre visszatért a rádiózáshoz.
1942-ben bátyja, Jack közreműködésével felvették a Report to the Nation műsorába, ahol napi híreket dolgoztak fel színészek segítségével, akik leutánozták, és humorosan visszaadták a világ vezetőinek stílusát. Carney többek között Franklin D. Roosevelt elnököt és Winston Churchillt imitálta. Carney annyira jól alakította az amerikai elnököt, hogy az elnök titkára a szerep ejtését kérte: „Nem akarjuk, hogy az emberek azt higgyék, maga az elnök humorizál a műsorban.”

Rádiós tevékenysége megszakadt, amikor 1944-ben szolgálatba hívták, és Franciaországba sorozták be.  A világháború egy olyan sebet ejtett rajta, amit egész hátralevő életében rejteni próbált: egy repesz lezúzta a lábát. Kilenc hónapot töltött kórházban, a jobb lába rövidebb lett, mint a bal, ezután csak bicegve tudott járni. 

Az 1940-es és ’50-es években televíziós műsorokban szerepelt, mint a Henry Morgan’s Great Talent Hunt. Névjegyévé vált szerepében, a különc varrodai munkás, Ed Norton alakjában először a Cavalcade of Stars-ban volt látható a képernyőn, ami úgyszintén egy Jackie Gleason-féle show volt. Rádiós műsorvezetők ajánlották Carney-t Gleasonnak, aki akkor még hírét sem hallotta a férfinak. Mikor Gleason újabb műsort tervezett, Carney vele tartott, és több szerepet eljátszott a szituációs komédiákban, mégis a közönségnek Ed Norton alakja maradt a legmegnyerőbb. Ezt mutatja az is, hogy varrodák ajánlottak neki tiszteletbeli tagságot Texasban, Floridában és Kaliforniában.

„Ed Norton kedves nekem. Azért is, amit a karrieremért tett. Az igazat megvallva azonban jobban nem is különbözhettünk volna egymástól a való életben.  Norton nyitott volt a világra, nem létezett olyan ember, akire nem ragadt volna rá a jókedve.  Én pedig? Én egy magányos farkas vagyok, örökké sopánkodom magamban.”
Carney azt is elmondta, hogy sokan kérdezték tőle az utcán, "hogy mennek a dolgok a varrodában".
„Nem mintha valaha is megbánnám, hogy Ed Nortont játszom.” - hangoztatta.
Ed Norton öt Emmy-díjat is hozott Carney-nak. Habár Jackie Gleason is jó véleménnyel volt róla, Carney nem komikusként fogta fel magát. Azt mondta, sosem mesél vicceket. Ha meg is próbálná, a közönség öt perc után elveszíti az érdeklődését. Ezt tapasztalatból tudta, miután stand-upos kísérletei fiatal korában kudarcba fulladtak. 

Carney legemlékezetesebb szerepe, A macskás öregúr című filmben volt, ahol Harryt, a hetvenéves öregembert játszotta. Játéka Golden Globe-ot és Oscart nyert. Carney nem akarta elfogadni a szerepet, mert fiatal volt egy hetvenéves megformálásához, a rendező, Paul Mazursky azonban meggyőzte. 

1965-ben huszonöt év házasság után felesége, Jean Myers elvált tőle, Carney évekig keményen ivott.  A Furcsa pár forgatása alatt összeomlott, kilépett, és ezután szanatóriumba járt. Mikor kijött onnan, gyógyszereket kezdett szedni, ezért újra visszament. 1966-ban elvette Barbara Isaacet, de tíz évvel később tőle is elvált. Carney és Jean Myers a hetvenes években újraházasodott, együtt leküzdötték az alkoholizmust. Carney-nak három gyermeke született. 

2003-ban hosszú betegeskedés után hunyt el 85 éves korában.

## Filmográfia
| Év        | Cím                                        | Megjegyzés                                                               |
| --------- | ------------------------------------------ | ------------------------------------------------------------------------ |
| 1941      | Pot o' Gold                                | rádióműsor                                                               |
| 1948–1950 | The Morey Amsterdam Show                   | tévésorozat, Carney Newton, a pincér és Charlie, az ajtónálló szerepében |
| 1951      | The Victor Borge Show                      | tévésorozat, 2 epizódban játszott                                        |
| 1951      | The Dagmar Story                           | tévéfilm, Artie                                                          |
| 1951      | Henry Morgan's Great Talent Hunt           | tévésorozat                                                              |
| 1951      | The Colgate Comedy Humor                   | tévésorozat, 1 epizódban játszott                                        |
| 1950–1952 | Cavalcade of Stars                         | tévésorozat, többek között Ed Nortonként szerepelt                       |
| 1951–1953 | Lux Video Theatre                          | tévésorozat, 2 epizódban játszott                                        |
| 1953      | Danger                                     | tévésorozat, 1 epizódban volt látható                                    |
| 1953      | Campbell Playhouse                         | tévésorozat, 1 epizódban                                                 |
| 1953–1954 | Suspense                                   | tévésorozat, 2 epizódban játszott                                        |
| 1954      | Kraft Television Theatre                   | tévésorozat, 1 epizódban                                                 |
| 1954      | The Best of Broadway                       | tévésorozat, 1 epizódban                                                 |
| 1954      | Panama Hattie                              | tévéfilm, Woozy szerepében                                               |
| 1955      | Climax!                                    | tévésorozat                                                              |
| 1955      | The Red Skelton Show                       | tévésorozat, vendégszereplő                                              |
| 1953–1955 | Studio One                                 | tévésorozat                                                              |
| 1956      | Star Stage                                 | tévésorozat                                                              |
| 1955–1956 | The Honeymooners                           | tévésorozat, Ed Norton szerepében                                        |
| 1952–1957 | The Jackie Gleason Show                    | tévésorozat, Ed Norton szerepében                                        |
| 1958      | The DuPont Show of the Month               | tévésorozat                                                              |
| 1958      | The Sid Caesar Show                        | tévéfilm                                                                 |
| 1958      | Alfred Hitchcock Presents                  | tévésorozat                                                              |
| 1957–1959 | Playhouse 90                               | tévésorozat                                                              |
| 1959      | Art Carney Meets the Sorcerer's Apprentice | tévéfilm                                                                 |
| 1959      | At the Movies                              | tévéfilm                                                                 |
| 1960      | The Big Shell                              | tévéfilm, Ed Nortonként                                                  |
| 1960      | The Right Man                              | tévéfilm                                                                 |
| 1960      | The Twilight Zone                          | tévésorozat                                                              |
| 1959–1961 | Art Carney Special                         | tévésorozat                                                              |
| 1961      | The Dinah Shore Chevy Show                 | tévésorozat                                                              |
| 1961      | The Chevy Show                             | tévésorozat                                                              |
| 1963–1964 | The DuPont Show of the Week                | tévésorozat                                                              |
| 1964      | A Day Like Today                           | tévéfilm                                                                 |
| 1964      | Bob Hope Presents the Chrysler Theatre     | tévésorozat                                                              |
| 1964      | Mr. Broadway                               | tévésorozat                                                              |
| 1964      | A sárga Rolls-Royce                        | mozifilm, Joey Friedlander szerepében                                    |
| 1962–1966 | Jackie Gleason: American Scene Magazine    | tévésorozat                                                              |
| 1966      | Batman                                     | tévésorozat, 2 epizódban                                                 |
| 1967      | Útmutató házas férfiaknak                  | mozifilm                                                                 |
| 1966–1970 | The Jackie Gleason Show                    | tévésorozat                                                              |
| 1970      | The Virginian                              | tévésorozat                                                              |
| 1970      | The Great Santa Claus Switch               | tévéfilm                                                                 |
| 1972      | The ABC Comedy Hour                        | tévésorozat                                                              |
| 1972      | The Snoop Sisters                          | tévésorozat                                                              |
| 1973      | The Jackie Gleason Special                 | tévéfilm                                                                 |
| 1974      | A macskás öregúr                           | mozifilm                                                                 |
| 1974      | Happy Anniversary and Goodbye              | tévéfilm                                                                 |
| 1975      | W.W. and the Dixie Dancekings              | mozifilm, Deacon szerepében                                              |
| 1975      | Death Scream                               | tévéfilm                                                                 |
| 1975      | Katherine                                  | tévéfilm                                                                 |
| 1976      | The Honeymooners                           | tévéfilm                                                                 |
| 1976      | What Now, Catherine Curtis?                | tévéfilm                                                                 |
| 1976      | Won Ton Ton, Hollywood megmentője          | mozifilm                                                                 |
| 1976      | Christmas in Disneyland                    | tévéfilm                                                                 |
| 1977      | The Late Show                              | mozifilm                                                                 |
| 1977      | The Honeymooners                           | tévéfilm                                                                 |
| 1977      | Scott Joplin                               | tévéfilm                                                                 |
| 1976–1977 | Lanigan's Rabbi                            | tévésorozat                                                              |
| 1978      | Várlak nálad vacsorára                     | Dr. Amos Willoughby                                                      |
| 1978      | Ringo                                      | tévéfilm                                                                 |
| 1978      | A papa mozija                              | Dr. Blaine/Dr. Bowers                                                    |
| 1979      | Ravagers                                   | mozifilm                                                                 |
| 1979      | You Can't Take It With You                 | tévéfilm                                                                 |
| 1979      | Steel                                      | mozifilm                                                                 |
| 1979      | Leégve                                     | mozifilm                                                                 |
| 1979      | Letters from Frank                         | tévéfilm                                                                 |
| 1979      | Alice                                      | tévésorozat, egy epizódban, önmagát alakítja                             |
| 1979      | Öreg rókák, nem vén rókák                  | mozifilm                                                                 |
| 1980      | A kihívás                                  | mozifilm                                                                 |
| 1980      | A menedzser                                | mozifilm                                                                 |
| 1980      | Alcatraz: The Whole Shocking Story         | tévéfilm                                                                 |
| 1980      | Fighting Back: The Story of Rocky Bleier   | tévéfilm                                                                 |
| 1981      | Bitter Harvest                             | tévéfilm                                                                 |
| 1981      | Ennyit az állásomról                       | mozifilm                                                                 |
| 1981      | St. Helens                                 | mozifilm, Harry Truman szerepében                                        |
| 1982      | Fame                                       | tévésorozat                                                              |
| 1983      | Better Late Than Never                     | mozifilm                                                                 |
| 1983      | The Last Leaf                              | rövidfilm                                                                |
| 1984      | Terrible Joe Moran                         | tévéfilm                                                                 |
| 1984      | A Doctor's Story                           | tévéfilm                                                                 |
| 1984      | Tűzgyújtó                                  | mozifilm, Irv Manders szerepében                                         |
| 1984      | Fantomkép                                  | mozifilm                                                                 |
| 1984      | Muppet-show New Yorkban                    | mozifilm                                                                 |
| 1984      | The Night They Saved Christmas             | tévéfilm                                                                 |
| 1985      | The Undergrads                             | tévéfilm                                                                 |
| 1985      | Izzy&Moe                                   | tévéfilm, Moe szerepében                                                 |
| 1985      | Faerie Tale Theatre                        | tévésorozat, 1 epizódban                                                 |
| 1985      | The Blue Yonder                            | tévéfilm                                                                 |
| 1986      | Miracle of the Heart: A Boys Town Story    | tévéfilm                                                                 |
| 1988      | Night Friend                               | mozifilm                                                                 |
| 1987–1989 | The Cavanaughs                             | tévésorozat                                                              |
| 1990      | Where Pigeons Go to Die                    | tévéfilm                                                                 |
| 1990      | Uncle Buck                                 | tévésorozat                                                              |
| 1993      | Az utolsó akcióhős                         | mozifilm                                                                 |

## Díjak és jelölések
- 1954: Emmy-díj – The Jackie Gleason Show
- 1955: Emmy-díj – The Jackie Gleason Show
- 1956: Emmy-díj – The Honeymooners
  - Emmy-díj jelölés – Legjobb komikus
- 1957: Emmy-díj jelölés – The Jackie Gleason Show
- 1966: Emmy-díj jelölés – The Jackie Gleason Show
- 1967: Emmy-díj – The Jackie Gleason Show
- 1968: Emmy-díj – The Jackie Gleason Show
- 1976: Emmy-díj jelölés – Katherine
- 1984: Emmy-díj – Terrible Joan Moran
- 1987: Emmy-díj jelölés – The Cavanaughs
- 1990: Emmy-díj jelölés – Where Pigeons Go to Die
- 1960: Art Carney-csillag a Walk of Fame-en
- 1975: Oscar-díj a legjobb férfi főszereplőnek – A macskás öregúr
- 1975: Golden Globe-díj – A macskás öregúr
- 1977: National Society of Film Critics Awards (NSFC Award) – The Late Show
- 1980: Velencei filmfesztivál, Pasinetti-díj – Öreg rókák, nem vén rókák, megosztva George Burnsszel és Lee Strasberggel
- 1985: CableACE-díj jelölés – Faerie Tale Theatre
- 1987: CableACE-díj – The Undergrads
- 1990: American Comedy Awards – Életművéért
- 2003: TV Land Awards – The Honeymooners

## További információ
- Art Carney a PORT.hu-n (magyarul)
- Art Carney az Internetes Szinkronadatbázisban (magyarul)
- Art Carney az Internet Movie Database-ben (angolul)
- Art Carney a Rotten Tomatoeson (angolul)